# Feel Your Heart
「Feel Your Heart」（フィール・ユアー・ハート）は、VELVET GARDENの1枚目のシングル。1996年10月28日にポリドールから発売された。

## 概要
よみうりテレビ系『名探偵コナン』オープニングテーマとして1996年9月2日から1997年3月17日まで使用された。次の曲以降、ビーイング系統の歌手が当アニメを歌うことになるため、オンエア終了後、番組においての再使用は一切されていない。また、「夢をとめないでいて」も同作の第37話の挿入歌として使用された事がある。
なお、テレビでは展開が大幅に異なるバージョンが使用され、そのバージョンは「TV OPENING EDIT」として『名探偵コナン主題歌集』に収録されている。同作にはフルバージョンは収録していないため、この曲のフルバージョンを収録した唯一のCDとなっている。

## 収録曲
| 全作詞: 室井美樹、全作曲: 川添智久、全編曲: 神長弘一・川添智久・月光恵亮。 |                                           |          |            |      |
| #                                                                          | タイトル                                  | 作詞     | 作曲・編曲 | 時間 |
| 1.                                                                         | 「Feel Your Heart」                       | 室井美樹 | 川添智久   | 5:26 |
| 2.                                                                         | 「夢をとめないでいて」                    | 室井美樹 | 川添智久   | 5:45 |
| 3.                                                                         | 「Feel Your Heart」(オリジナル・カラオケ) | 室井美樹 | 川添智久   | 5:27 |
| 合計時間:                                                                  | 合計時間:                                 | 16:38    |            |      |

## 収録アルバム
| 楽曲            | 発売日         | 収録アルバム         | 備考 |
| --------------- | -------------- | -------------------- | --- |
| Feel Your Heart | 1996年12月16日 | 名探偵コナン主題歌集 | テレビアニメ『名探偵コナン』のコンピレーション・アルバム。 「Feel Your Heart (TV OPENING EDIT)」として収録されている。 |

| テレビアニメ『名探偵コナン』オープニングテーマ 1996年9月2日〜1997年3月17日 |                                   |                       |
| 前作: THE HIGH-LOWS 『胸がドキドキ』                                       | VELVET GARDEN 『Feel Your Heart』 | 次作: 小松未歩 『謎』 |